# Bactrocera bogorensis
Bactrocera bogorensis är en tvåvingeart som först beskrevs av Hardy 1983.  Bactrocera bogorensis ingår i släktet Bactrocera och familjen borrflugor. Inga underarter finns listade.